# 傑佛遜 (路易斯安那州)
傑佛遜（英語：Jefferson）是位於美國路易斯安那州傑佛遜堂區的一個普查規定居民點。

## 人口
根據2020年美國人口普查的數據，傑佛遜的面積為8.48平方千米，當中陸地面積為7.01平方千米，而水域面積為1.47平方千米。當地共有人口10633人，而人口密度為每平方千米1,253.89人。